# Fíkovník smokvoň
Fíkovník smokvoň (Ficus carica), dříve označovaný jako vlašský stromek, je opadavý keř nebo malý strom rostoucí obvykle do výšky 3 až 5, někdy i 10 metrů. Koruna je u starších stromů většinou velmi široká a nízká, obvykle nepravidelná. Větve vyrůstají ze sukovitého, zkrouceného nebo ohnutého kmene již nízko nad zemí. Jsou, stejně jako kmen, velmi masivní a často zkroucené. Borka fíkovníku je hladká, světle nebo olovnatě šedá s nezřetelným čárkovitým nebo síťovitým vzorem. Listy jsou tuhé a kožovité, velké asi 20 až 30 cm. Jsou zhruba stejně široké, střídavé, dlanitě členěné do 3 až 5 nestejně velkých laloků. Laloky jsou zaokrouhlené a tupě zubaté, na líci tmavozelené, drsně chlupaté a nelesklé. Listy mají ztlustlý řapík (5–8 cm) a silnou základnu (bázi). Květy jsou malé a nezřetelné, uzavřené v nápadném, zeleném, baňkovitém nebo hruškovitém útvaru, který má na vrcholku malý otvor pro opylovače. Doba květu je od března do července. U některých odrůd se fík (plod) se však může vyvinout i bez opylení nebo oplození. Fíky mají dvě úrody za rok. Jarní narůstá na loňských výhonech a zraje v létě, letní na letošních výhonech zraje na podzim. Plody mohou být ve zralosti zelené, fialové, žluté nebo načernalé. Jde o nepravá podenství = zdužnělé květenství.
Fíkovník je pěstován pro své chutné plody, které se konzumují čerstvé, nebo sušené. Rostlina je původem z jihovýchodní Asie, domovem je patrně i na Balkánském poloostrově a v jižním Španělsku. Již od středověku je uměle vysazována v celém Středomoří. v oblastech s mírnou zimou se fíkovníku daří i daleko od jeho původního rozšíření.

## Fíky
Fík je považován za ovoce, ale ve skutečnosti jde o uzavřený květ fíkovníku. Je to uzavřené květenství, ve kterém rostou květy a semena zároveň. Těchto květů může každé květenství obsahovat až několik tisíc (v závislosti na druhu). Fík má cibulovitý tvar s malým otvorem, který umožňuje přístup opylovačů ke květům.

## Zajímavosti
Co se týká biologie květu a vývoje plodu, patří fíkovník k nejzajímavějším dřevinám. Jde o dvoudomé rostliny. Samčí plodenství se nazývá kaprifíky nebo „kozí fíky“. Ty nejsou jedlé, ale produkují velké množství pylu nezbytného k opylování. Ten je na samičí květy domácího fíkovníku poměrně komplikovaně přenášen malou vosičkou, stehnatkou fíkovou (Blastophaga psenes). Proto se „kozí fíky“ vysazují vždy do plantáží plodících fíkovníků. Kolem roku 1870 byly „kozí fíky“ spolu se stehnatkami dopraveny z Alžírska do Kalifornie, aby tak byl zajištěn výnos tamějších kultur.

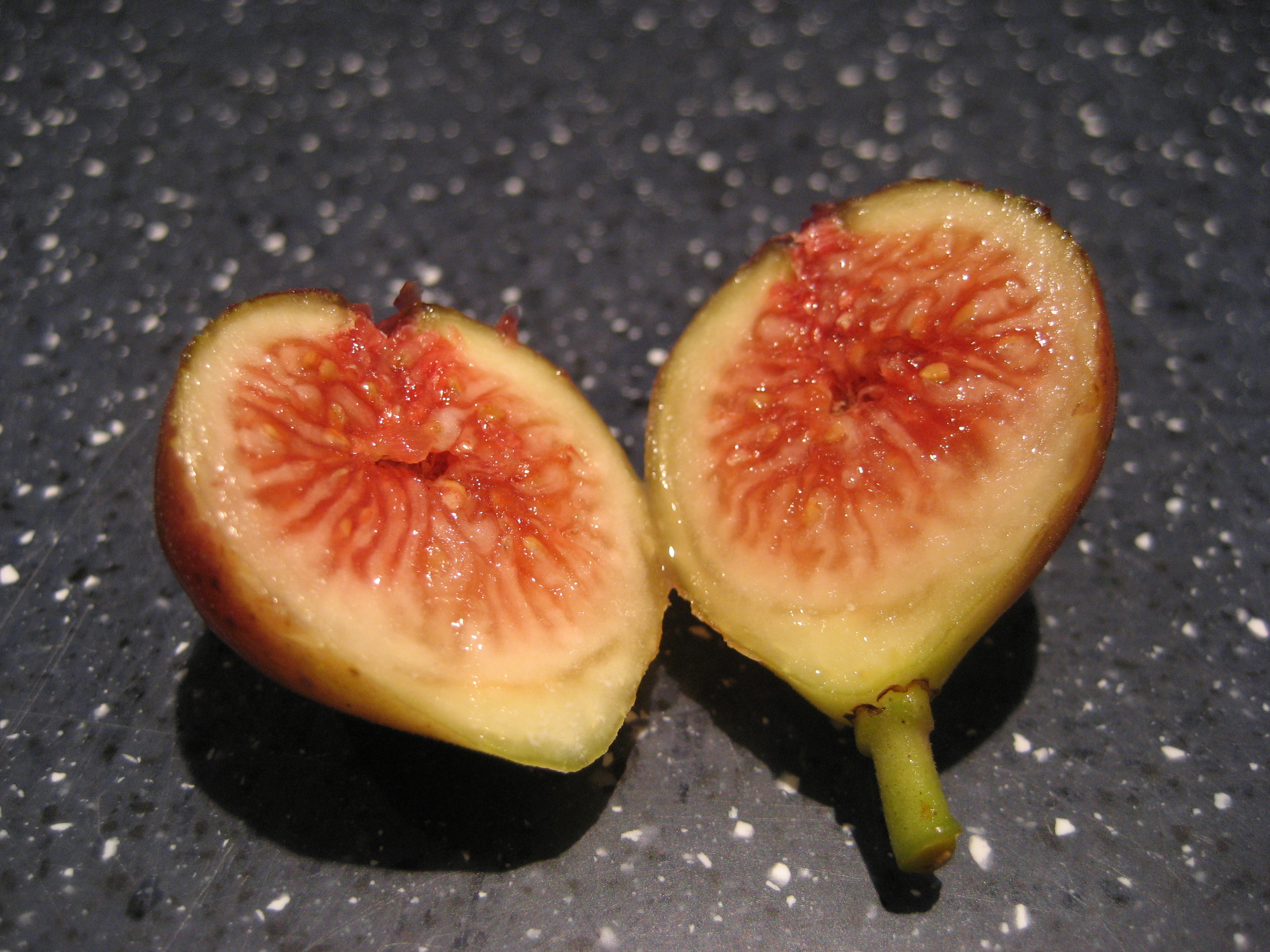
Rozřízlý plod fíkovníku
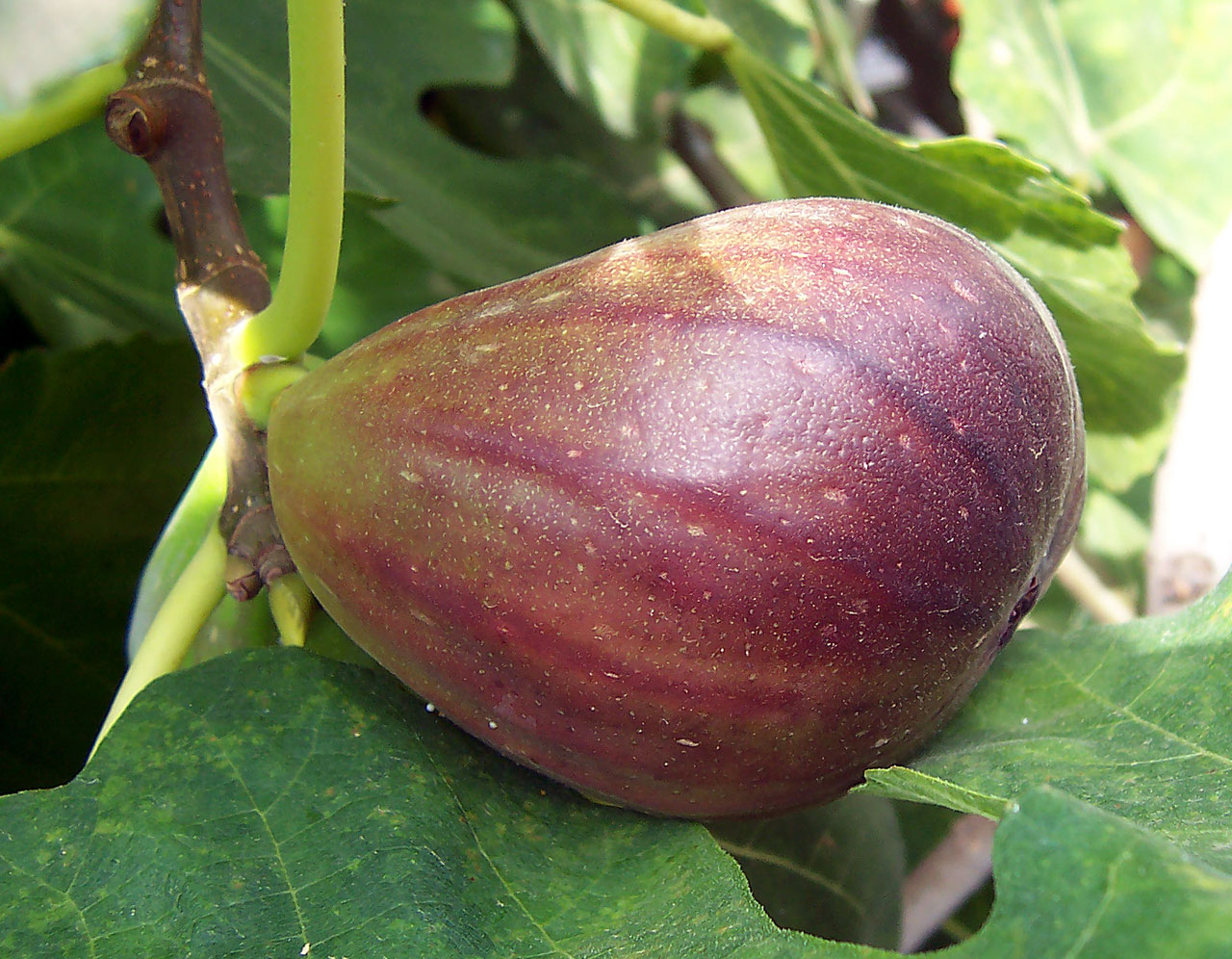
Plod

## Pěstování
V roce 2014 činila světová produkce 1,14 milionu tun. Největším pěstitelem bylo Turecko, následované Egyptem, Alžírskem, a Marokem. Tyto čtyři státy vypěstovaly 64 % světové produkce.
| Produkce fíků v tunách – 2014 (t) | Produkce fíků v tunách – 2014 (t) |
| --------------------------------- | --------------------------------- |
| Turecko                           | 300 282                           |
| Egypt                             | 176 105                           |
| Alžírsko                          | 128 620                           |
| Maroko                            | 126 554                           |
| Írán                              | 72 672                            |
| svět celkem                       | 1 137 730                         |
| Source: United Nations FAOSTAT    |                                   |

Fíkovník lze v „domácích podmínkách“ pěstovat ve větších květináčích v bytě, nebo ve skleníku, v nejteplejších oblastech i na chráněném místě venku. V případě pěstování venku je vhodná zimní ochrana. V případě pěstování v květináči je v zimě potřeba zimování v 15 °C a méně, protože fíkovník je opadavá rostlina a potřebuje zimní klid. Ideální zimoviště je zasklený balkon. Při zimování se omezuje zálivka. Fíkovníkům prospívá letnění.
Speciální stavba určená pro pěstování fíkovníků se nazývá fíkovna.

## Seznam známých odrůd
Francouzské:
• Brown Turkey / La Perpetuelle
• Col de Dame Blanc
• Daulphine
• Goutte d´Or
• Grise de Saint Jean
• Grise de Tarascon
• Jannot
• Jaune d'Escoussans
• Longue d'Aout
• Marseilles Black
• Madeleine Des Deux Saisons
• Negronne
• Noire de Bellone
• Noire de Caromb
• Panache / Tiger
• Ronde de Bordeaux
• Rouge de Bordeaux / Pastiliere
• Violette de Bordeaux / Negronne / Krymskyj černyj
• Violette Dauphine
• Violette de Solliés
• Violette de Normandie
Italské:
• Brogiotto Bianco
• Brogiotto Nero Nort
• Cerretto
• Della Signora
• Dottato / Kadota
• Firoma
• Francuesco
• Gentil Bianco
• Melanzana / Del Portogallo
• Panino
• Settimo
• Troiano
• Verdino
Španělské:
• Black Mission / Franciscana
• San Pedro
Balkánské:
• Black Donov (Bulharsko)
• Black Royal / Vasilika Mavra (Řecko)
• Brunswick (Bulharsko)
• Dalmatie (Chorvatsko)
• Izmir (Turecko)
• Mavri Polyphori (Řecko)
• Michurinska 10 (Bulharsko)
• Morena (Řecko)
• Rezovska (Bulharsko)
• Turca (Turecko)
Střední a Severní Evropa:
• Bornholm (Dánsko)
• Bornholm's Diamond (Dánsko)
• Bratislava (Slovensko)
• English Brown Turkey ''Pálava'' (Česko)
• English Brown Turkey (Velká Británie)
• Gustis Ficcolino (Německo)
• Györöki Lapos (Maďarsko)
• LaRadek Brown Turkey (Česko)
• Letenyei sárga óriás (Maďarsko)
• Perreta (Švýcarsko)
• Postavölgyi (Maďarsko)
• Trnavský veľkoplodý (Slovensko)
USA:
• Desert King
• Magnolia
• Hardy Chicago
• Little Miss Figgy
• Osborne's Prolific
• Randino
jižní Středomoří:
• Ice Crystal (Izrael)
• Sultane / Noire de Juillet (Tunis)